# Мумтаз-Махал
Мумтаз-Махал (квітень 1593, Агра — † 17 червня 1631) — до шлюбу Арджуманад Бану Бегам, найбільш кохана дружина імператора імперії Великих Моголів Шах Джахана на честь якої збудовано мавзолей Тадж Махал у місті Агра, штат Уттар Прадеш, Індія.

## Історія
Мумтаз-Махал була дочкою відомого правителя Джахангіра. Ім’я Мумтаз-Махал вона отримала від батька свого чоловіка під час весільної церемонії. Це нове ім'я значило “Прикраса палацу”. Батько Мумтаз-Махал, Абдул Хасан Асаф Хан, був братом Нур Джехан, дружини імператора Джахангіра. Мумтаз-Махал була видана в шлюб у 19 років, 10 травня 1612 року. Вона була третьою дружиною Шах Джахана та народила від нього 13 дітей. Під час 14-х пологів Мумтаз-Махал померла.
Імператор Шах Джахан був дуже засмучений смертю коханої дружини і вирішив на честь неї збудувати мавзолей у Аґрі, яка на той час була столицею імперії. Будівництво мавзолею продовжувалось з 1630 по 1652 роки. Мавзолей із білого мармуру був збудований за 22 роки і отримав назву Тадж-Махал. Імператор був звинувачений у тому, що, засмучений смертю коханої дружини, загубив розум та розорив країну, направляючи всі кошти на будівництво мавзолею. Шах Джахан був зміщений з престолу та відправлений до тюрми своїм сином Аурангзебом. Імператор помер після 8 років, проведених у стінах Форту Аґра, та був похований біля дружини у мавзолеї. На теперішній час мавзолей Тадж-Махал визнано чудом світу та об’єктом світової спадщини ЮНЕСКО. Але для більшості людей він став символом вірності та кохання.

## Діти Мумтаз-Махал
1. Хуралнісса Бегам (1613—1616).
2. Джаханара Бегам (1614—1681).
3. Шахзаде Дара Шикой (1615—1659)
4. Шахзаде Мухаммад Султан Шах Шуджа Бахадур (1616—1660).
5. Рошанара Бегам (1617—1671).
6. Падишах Мухйи уд-Дин Мухаммад Аурангзеб (1618—1707).
7. Шахзаде Султан Умид Бахш (1619—1622).
8. Сурайя Бану Бегам (1621—1628)
9. Шахзаде Султан Мурад Бахш (1624—1661).
10. Шахзаде Султан Луфталла (1626—1628).
11. Шахзаде Султан Даулат Афза (1628 — ?).
12. Хуснара Бегам (1630 — ?).
13. Гаухара Бегам (1631—1707).